# Stoopid
«Stoopid» (стилизовано под маюскул) — песня американского рэпера 6ix9ine, выпущенная 5 октября 2018 года в качестве сингла с его дебютного студийного альбома Dummy Boy. Песня была спродюсирована Tay Keith и записана при участии американского рэпера Bobby Shmurda. Сингл достиг высшей позиции под номером 25 в американском чарте Billboard Hot 100 и был сертифицирован RIAA как платиновый.

## Текст песни
В песне 6ix9ine оскорбляет радиоведущего Эбро Дардена, говоря: «этот ниггер Эбро, он сука/просто ещё один старый ниггер на члене молодого ниггера». Слова песни были ответом на вражду, в которую они оба были вовлечены.

## Музыкальное видео
Музыкальное видео было выпущено в тот же день, что и песня. Режиссёром выступили Trifedrew, William Asher и TheDonCanon из Figure Eight Creative Group. В видео 6ix9ine проезжает через пустыню в радужном Ferrari и катается на американских горках в Дубайском парке развлечений.

## Чарты
| Чарт (2018-19)                        | Высшая позиция |
| ------------------------------------- | -------------- |
| Австралия (ARIA)                      | 63             |
| Австрия (Ö3 Austria Top 40)           | 48             |
| Германия (GfK)                        | 57             |
| Швеция (Sverigetopplistan)            | 25             |
| Швейцария (Schweizer Hitparade)       | 28             |
| Великобритания (OCC UK Singles)       | 34             |
| США (Billboard Hot 100)               | 25             |
| США (Billboard Hot R&B/Hip-Hop Songs) | 15             |

## Сертификации
| Регион | Сертификация | Продажи   |
| --- | ------------ | --------- |
| США (RIAA) | Платиновый   | 1 000 000 |
| * Данные о продажах приведены только на основе сертификации. · ^ Данные о тиражах приведены только на основе сертификации. · Данные о продажах + прослушиваниях приведены только на основе сертификации. |              |           |